# Giorgio Scarlatti
Giorgio Scarlatti, italijanski dirkač Formule 1, * 2. oktober 1921, Rim, Italija, † 26. julij 1990, Italija.
Giorgio Scarlatti je pokojni italijanski dirkač Formule 1. Kariero v Formuli 1 je začel v sezoni 1956, ko pa na dveh dirkah ni dosegel uvrstitve. Na domači in zadnji dirki naslednje sezoni 1957 za Veliko nagrado Italije je skupaj s Harryjem Schellom dosegel peto mesto, kar je njegova edina uvrstitev med dobitnike točk. V sezonah 1958, 1959, 1960 in 1961, ko je nastopil na po nekaj dirkah v sezoni, se mu višje od osmega mesta ni več uspelo uvrstiti. Umrl je leta 1990.

## Popolni rezultati Formule 1
(legenda) (odebeljene dirke pomenijo najboljši štartni položaj, poševne pa najhitrejši krog, †-uvrščen kljub odstopu)
| Leto | Moštvo                    | Šasija           | Motor               | 1       | 2       | 3       | 4       | 5   | 6      | 7       | 8      | 9       | 10  | 11  | Prv | Toč |
| ---- | ------------------------- | ---------------- | ------------------- | ------- | ------- | ------- | ------- | --- | ------ | ------- | ------ | ------- | --- | --- | --- | --- |
| 1956 | Giorgio Scarlatti         | Ferrari 500      | Ferrari Straight-4  | ARG     | MON DNQ | 500     | BEL     | FRA | VB     |         |        |         |     |     | -   | 0   |
| 1956 | Scuderia Centro Sud       | Ferrari 500      | Ferrari Straight-4  |         |         |         |         |     |        | NEM Ret | ITA    |         |     |     | -   | 0   |
| 1957 | Officine Alfieri Maserati | Maserati 250F    | Maserati Straight-6 | ARG     | MON Ret | 500     | FRA     | VB  | NEM 10 | PES 6   | ITA 5  |         |     |     | 20. | 1   |
| 1958 | Giorgio Scarlatti         | Maserati 250F    | Maserati Straight-6 | ARG     | MON Ret | NIZ Ret | 500     | BEL | FRA    | VB      | NEM    | POR     | ITA | MAR | -   | 0   |
| 1959 | Scuderia Ugolini          | Maserati 250F    | Maserati Straight-6 | MON DNQ | 500     | NIZ     | FRA 8   | VB  | NEM    | POR     |        |         |     |     | -   | 0   |
| 1959 | Cooper Car Company        | Cooper T51       | Climax Straight-4   |         |         |         |         |     |        |         | ITA 12 | ZDA     |     |     | -   | 0   |
| 1960 | Giorgio Scarlatti         | Maserati 250F    | Maserati Straight-6 | ARG Ret |         |         |         |     |        |         |        |         |     |     | -   | 0   |
| 1960 | Scuderia Castellotti      | Cooper T51       | Ferrari Straight-4  |         | MON DNQ | 500     | NIZ     | BEL | FRA    | VB      | POR    |         |     |     | -   | 0   |
| 1960 | Scuderia Castellotti      | Cooper T51       | Maserati Straight-4 |         |         |         |         |     |        |         |        | ITA Ret | ZDA |     | -   | 0   |
| 1961 | Scuderia Serenissima      | De Tomaso F1 001 | O.S.C.A. Straight-4 | MON     | NIZ     | BEL     | FRA Ret | VB  | NEM    | ITA     | ZDA    |         |     |     | -   | 0   |